# Metzgeria brasiliensis
Metzgeria brasiliensis é uma espécie de planta pertencente a família Metzgeriaceae originária do Brasil e descrita pela primeira vez no ano de 1964.

## Taxonomia
A Metzgeria brasiliensis foi descrita pela primeira vez no ano de 1964, publicada na revista científica Denkschriften der Kaiserlichen Akademie der Wissenschaften.
De origem no Brasil, faz parte do bioma da Mata Atlântica integrando a flora de alguns estados brasileiros Bahia, São Paulo, Rio de Janeiro, Paraná, Santa Catarina e Rio Grande do Sul. Segundo o pesquisador Daniel Costa, vinculado ao Instituto de Pesquisas Jardim Botânico do Rio de Janeiro, em artigo publicado em 2005, percebeu a ocorrência da planta nos estados de Alagoas e no Espírito Santo.
A espécie é talosa, corticícola, rupícola, dióica, cresce em troncos e ramos de árvores vivas.